# Wim Duisenberg
Willem Frederik Duisenberg, vulgarmente conhecido por Wim Duisenberg GCIH (Heerenveen, 9 de Julho de 1935 - Faucon, 31 de Julho de 2005) foi um banqueiro holandês, político e o primeiro presidente do Banco Central Europeu (1998-2003), que foi fundamental na introdução do euro nos doze países europeus, em 2002. 

## Início de vida e educação
Duisenberg nasceu na cidade de Heerenveen, nos Países Baixos. Estudou economia na Universidade de Groningen, depois em relações económicas internacionais. Em 1965, obteve um doutorado; a sua tese foi "As consequências económicas do Desarmamento". 

## Carreira
Duisenberg trabalhou para o Fundo Monetário Internacional, em Washington, durante vários anos, sendo que ocupou o cargo de assessor do diretor do Nederlandsche Bank, o banco central holandês, em Amesterdão. Ele foi então nomeado professor da Universidade de Amsterdão onde ele ensinou macroeconomia. 
De 1973 a 1977, Duisenberg foi Ministro das Finanças no governo do Primeiro-Ministro Joop den Uyl. Pouco tempo depois, ele deu o seu assento no parlamento holandês para se tornar vice-presidente do Rabobank, um banco privado holandês. Dois anos depois, ele foi nomeado diretor do De Nederlandsche Bank, servindo como seu presidente de 1982 a 1997. 
O seu mandato, no banco central holandês, foi marcado pela cautela e pela reserva. Sob a sua direcção, o florim neerlandês estava ligado ao marco alemão, e isso beneficiou a economia holandesa, devido à força da moeda alemã. Ele também seguiu o banco central alemão na taxa de juro, politicamente, pelo que ele foi chamado de "Sr. quinze minutos" porque ele rapidamente seguia qualquer alteração na taxa de juro, feita pelos alemães.

## Primeiro presidente do Banco Central Europeu
Devido ao sucesso da sua política monetária, ele tornou-se bem conhecido em outros países europeus, e isso levou a sua nomeação em 1998 como o primeiro presidente do novo Banco Central Europeu, em Frankfurt, o que provocou um pesar na França, pois queriam que fosse um francês a ocupar o cargo. Um compromisso foi acordado (embora publicamente negado por todas as partes) em que Duisenberg iria estar no cargo, pelo menos, durante quatro anos , para depois dar o seu lugar ao francês Jean-Claude Trichet, diretor do Banco de França, a fim de satisfazer o presidente francês, Jacques Chirac, que queria um candidato francês.
Duisenberg anunciou que iria reformar-se em 9 de Julho de 2003, no seu 68.º aniversário, mas ele manteve-se em funções até Trichet ser ilibado de acusações de fraude em conexão com o colapso do banco francês Crédit Lyonnais. Trichet assumiu a presidência do BCE em 1 de Novembro de 2003.
A 11 de Setembro de 2003 foi agraciado com a Grã-Cruz da Ordem do Infante D. Henrique de Portugal.

## Morte
Duisenberg morreu em 2005, com 70 anos de idade, enquanto estava de férias na sua vivenda em Faucon, perto de Orange, na França. Ele afogou-se na sua piscina depois de sofrer um ataque cardíaco, que aconteceu, possivelmente, devido ao seu histórico de fumador. 
A cerimónia foi realizada no dia 6 de Agosto de 2005, no Concertgebouw de Amesterdão. Duisenberg foi enterrado na tarde desse dia, no cemitério de Zorgvlied, em Amesterdão. 